# Ciricito
Ciricito es un corregimiento del distrito de Colón en la provincia de Colón, República de Panamá. La localidad tiene 2900 habitantes (2010).